# سیبلیوس ۱۴۰۵
سیارک ۱۴۰۵ (به انگلیسی: 1405 Sibelius، نامگذاری:1936RE) هزار و چهارصد و پنجمین سیارک کشف شده‌است که در ۱۲ سپتامبر ۱۹۳۶ کشف شد.
قدر مطلق سیارک برابر ۱۲٫۳۰ است.